# Tryphon bidentulus
Tryphon bidentulus är en stekelart som beskrevs av Thomson 1883. Tryphon bidentulus ingår i släktet Tryphon och familjen brokparasitsteklar. Arten är reproducerande i Sverige. Inga underarter finns listade i Catalogue of Life.